# Valbrembo
Valbrembo é uma comuna italiana da região da Lombardia, província de Bérgamo, com cerca de 3.587 habitantes. Estende-se por uma área de 3 km², tendo uma densidade populacional de 1196 hab/km². Faz fronteira com Almenno San Bartolomeo, Bergamo, Brembate di Sopra, Mozzo, Paladina, Ponte San Pietro.

## Demografia
| Variação demográfica do município entre 1861 e 2011                               |
|                                                                                   |
| Fonte: Istituto Nazionale di Statistica (ISTAT) - Elaboração gráfica da Wikipedia |